# Дулемб'янка Марія
Марія Дулемб'янка (21 жовтня 1861 , Краків  — 7 березня 1919 , Львів ) — польська художниця, письменниця і громадська діячка, феміністка та лесбійка на теренах Галичини. Співзасновниця та членкиня Союзу польських художниць, діячка феміністичного руху у Львові. Дулемб'янка, як і багато жінок-активісток, зникла з підручників історії аж до відродження фемінізму в 1990-х. Її відзначають за новаторську роботу з прав жінок, за сприяння вступу жінок до Академії мистецтв, а також за створення першої жіночої середньої школи у Львові. 2018 року на екрани вийшов фільм «Siłaczki» Марти Дзідо та Пьотра Слівовського. У ньому описується боротьба полячок за здобуття рівних прав, а Дулемб'янку зобразила Марія Северин.

## Життєпис
Народилася в сім'ї землевласників. Закінчила школу у Кракові, потім вивчала мистецтво у Варшаві, а також у Відні та Парижі.
Знана своїми феміністичними переконаннями. Зокрема, брала активну участь у жіночих рухах Галичини. Разом зі спільницями заснувала жіночу гімназію та жіночий виборчий комітет у Львові.
Навчалася у Відні, 1880—1885 рр. — Школа рисунку у Варшаві; 1885—1886 рр. — навчання в Академії Жюльєна (Париж). Після навчання працювала в Австрії та Італії.
1887 року повернулася до Варшави, маючи намір відкрити художню школу для жінок. Прихильниця виборчого права жінок, вона виступала за те, щоб жінок приймали до Краківської академії мистецтв ще 1885 року. 
1889 року 29-річна Дулемб'янка познайомилася зі старшою на 19 років Марією Конопницькою, матір’ю восьми дітей і письменницею, що жила окремо і незалежно від свого чоловіка Ярослава Конопницького. Вони стали нерозлучними, і з моменту їхньої зустрічі Конопніцька стала головною темою картин Дулемб'янки. Природа їхніх стосунків не була остаточно визначена науковцями й науковицями. Частково тому, що після їхньої смерті листи спалила родина, а також тому, що Конопніцька, знаючи, що офіційні цензори могли читати її, рідко писала про сімейні справи навіть у опублікованих роботах. Кшиштоф Томашік, який писав про Дулемб'янку в «Homobiografie» (2008), підтвердив, що вона мала інші стосунки з жінками та що у пари були подруги, які були відомими лесбійками, хоча цей термін на той час не використовувався.
З 1896 року — активна трудова та громадська діяльність у Львові. Зокрема, працювала головною доглядачкою Художньо-промислового музею (1915).
Чільне місце у творчості Марії Дулемб'янки посідав портрет. Зображала художниця переважно жінок, зокрема численними є образи М. Конопніцької. Особливе місце займають автопортрети художниці (зберігаються у збірці Львівської національної галереї мистецтв), характерними рисами яких є аскетичність зображення та малий формат. Її роботи були визнані на Паризькій виставці 1900 року. Від 1903 року — учасниця мистецьких виставок у Львові. 1919 року відбулася персональна виставка художниці (посмертна). Роботи зберігаються у Львові (Львівська галерея мистецтв) і Польщі. Після 1889 року більшість картин належали Марії Конопніцькій.
Продовжуючи свою роботу щодо захисту прав жінок та допомоги бідним, Дулемб'янка заснувала Związek Uprawnienia Kobiet (Союз прав жінок), Liga Mężczyzn dla Obrony Praw Kobiet (Чоловіча ліга захисту прав жінок) та Komitet Prawnienia Kobiet (Жіночий комітет громадської праці). Очолюючи Комітет громадської праці, вона заснувала кухні для бідних, дитячі ясла та Klub Uliczników (Вуличний дитячий клуб), надаючи допомогу вуличним дітям та сиротам. Коли у Львові було створено Стрілецьке товариство, Дулемб'янка стала однією із перших його членкинь. 1914 року вона закликала членів «Громадської праці» підтримати легіони Пілсудського, коли Львів окупувала російська імператорська армія. Вона та Комітет громадської праці надавали допомогу військам і цивільному населенню, поки місто було під владою Росії.
1917 рік — співзасновниця та членкиня Союзу польських художниць (Львів).
1918 року, коли Польща відновила свою незалежність, жінки нарешті отримали право голосу. Була делегаткою Тимчасового урядового комітету, обрана головою Жіночої ліги. Коли в листопаді почалася польсько-українська війна, вона вступила до Польського Червоного Хреста, організувала польську санітарну службу, брала участь в обороні Львова. Спочатку працювала медсестрою, але покинула пост, щоб служити як посильна. Організувала допомогу польським солдатам, інтернованим в українських таборах військовополонених. Подорожуючи нерегулярно курсуючими потягами, а також пішки та верхи, Дулемб'янка та дві працівниці лікарні, Теодозя Дзедушицька і Марія Опєнська, пробиралися через сніг до табору в Мікулінцях. У таборі вона захворіла на тиф і група повернулася до Львова.
Померла 7 березня 1919 року у Львові, похована у могилі Конопницької на Личаківському цвинтарі. Похорон був широко відвідуваним як патріотичний захід, залучивши активісток жіночого руху, матерів-одиначок та мешканок притулків. Пізніше тіло Дулемб'янки було знову поховано в окремій могилі.

## Творчий доробок
- «Тріо» (1884),
- «Читання» (1890-і рр.),
- «Господарка», «Сирітська доля» (обидва — 1890),
- «Без роботи» (1900),
- «Автопортрет у береті» (1901),
- «Автопортрет зі скрипкою», «Автопортрет із палітрою», «Дівчина з мандоліною», «Море» (усі — 1909),
- «Читання», «Вид костелу св. Лизавети у Львові».

## Галерея

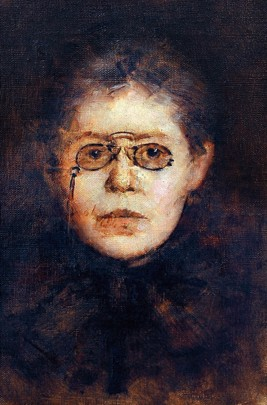
Портрет Марії Конопницької (1902)
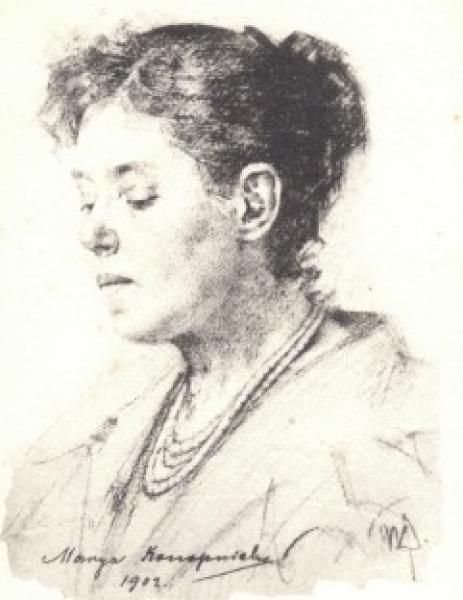
Марія Конопницька (1902)
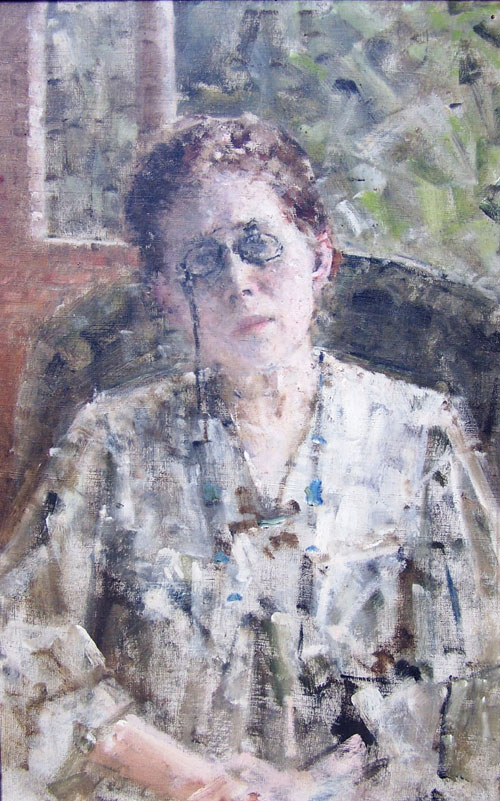
Марія Конопницька (1910)
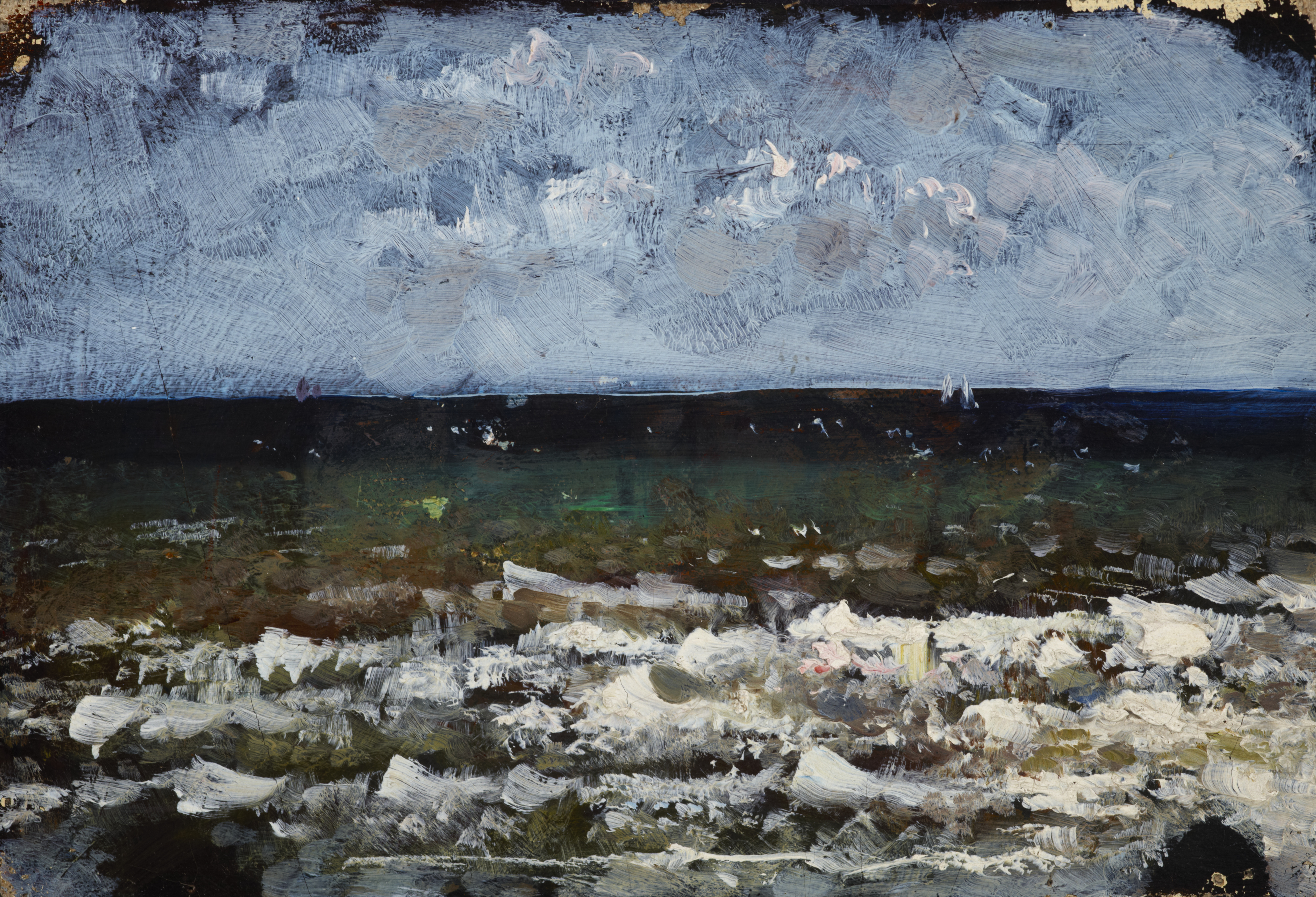
Море
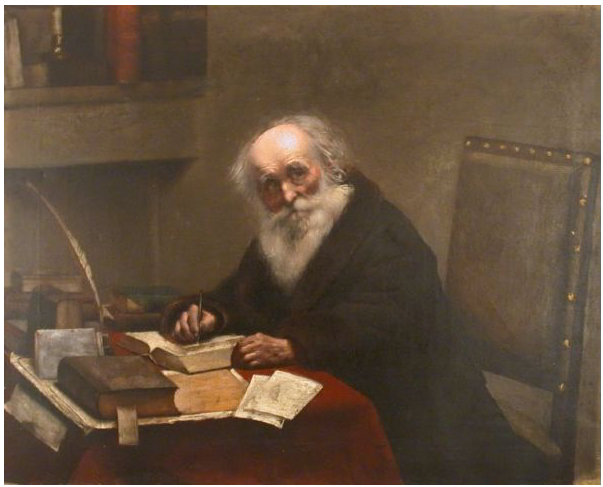
Вчений з книгою (до 1919)
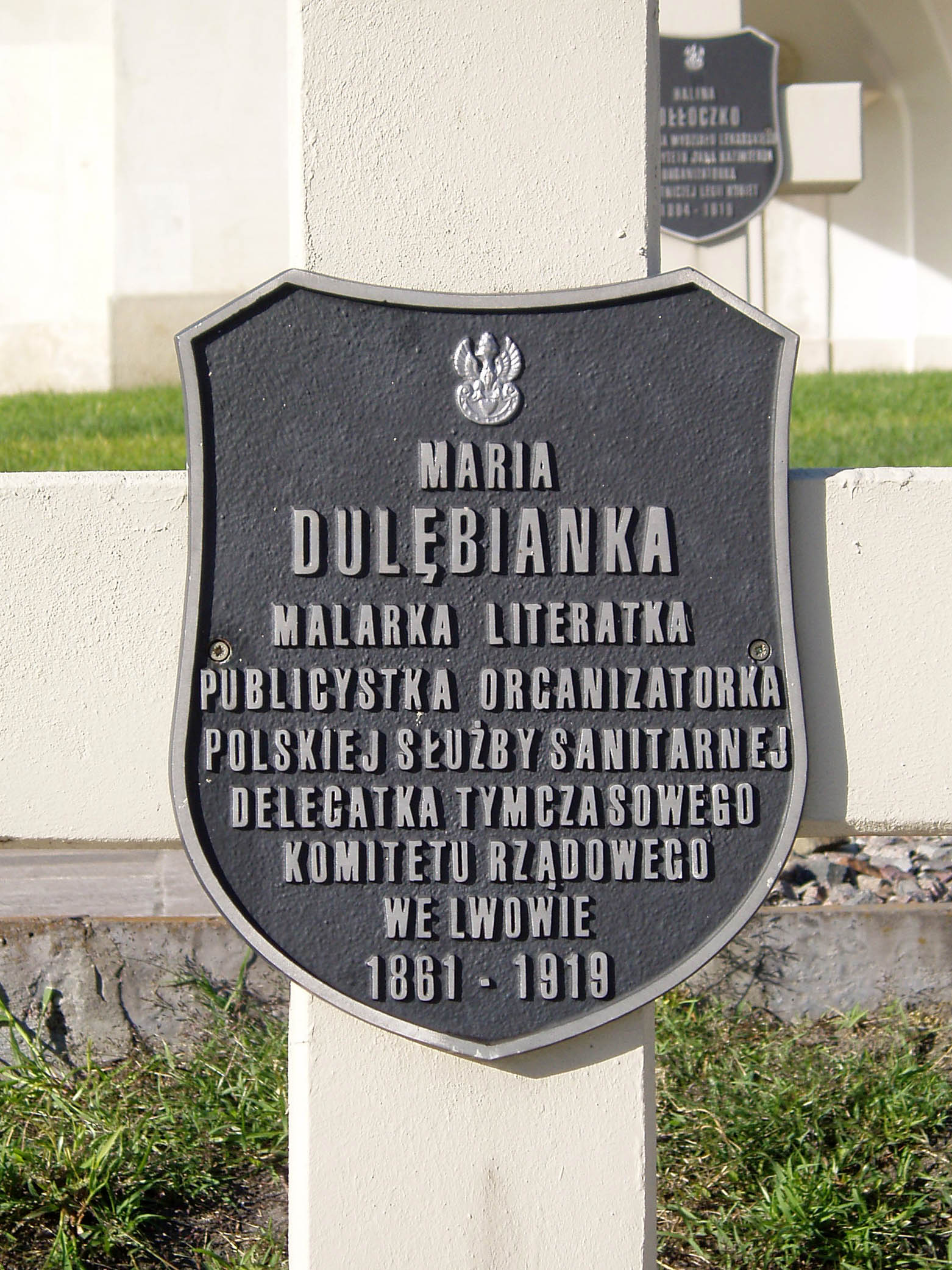
Надгробна плита М. Дулемб'янки

## Подальше читання
- Tomasik, Krzysztof (2008). Homobiografie: pisarki i pisarze polscy XIX i XX wieku [Homobiographies: male and female Polish writers of the 19th and 20th centuries] (Polish) . Warsaw, Poland: Wydawnictwo Krytyki Politycznej. ISBN 978-83-61006-59-6.